# Nathaniel Phillips
Nathaniel Harry Phillips (Bolton, 21 marzo 1997) è un calciatore inglese, difensore del West Bromwich.

## Biografia
È figlio di Jimmy Phillips, ex calciatore che ha giocato prevalentemente per il Bolton.

## Caratteristiche tecniche
Destro naturale, gioca come difensore centrale ma all'occorrenza può adattarsi a terzino destro.

## Carriera
Cresciuto nelle giovanili del Bolton, vinse una borsa di studi per l'Università della Carolina del Nord, ma due giorni prima della partenza decise di firmare per il Liverpool. Il 7 agosto 2019 viene ceduto in prestito allo Stoccarda. Esordisce coi Roten il 12 agosto in occasione della partita di Coppa di Germania vinta per 1-0 contro l'Hansa Rostock, sostituendo a inizio secondo tempo Holger Badstuber. Il 27 dicembre 2019 viene richiamato dal prestito a causa di infortuni occorsa ai difensori del Liverpool. Fa il suo esordio coi Reds nel derby vinto per 1-0 contro l'Everton in FA Cup del 5 gennaio 2020, disputando tutti i 90 minuti. Il 13 gennaio 2020 viene nuovamente ceduto in prestito allo Stoccarda, fino al termine della stagione che si concluderà con la promozione in Bundesliga.
Il 31 ottobre 2020 esordisce in Premier League, giocando da titolare l'incontro vinto per 2-1 contro il West Ham Utd. Il 19 maggio 2021 realizza la sua prima rete da professionista, in occasione della vittoria per 3-0 in casa del Burnley.
Il 31 gennaio 2022 viene ceduto in prestito al Bournemouth fino al termine della stagione. Il 6 febbraio esordisce col club del Dorset in occasione del match di FA Cup contro il Boreham Wood, perso per 1-0.

## Statistiche
Statistiche aggiornate all'8 marzo 2025.

### Presenze e reti nei club
| Stagione         | Squadra          | Campionato       | Campionato | Campionato | Coppe nazionali | Coppe nazionali | Coppe nazionali | Coppe continentali | Coppe continentali | Coppe continentali | Altre coppe | Altre coppe | Altre coppe | Totale | Totale | Totale |
| Stagione         | Squadra          | Comp             | Pres       | Reti       | Comp            | Pres            | Reti            | Comp               | Pres               | Reti               | Comp        | Pres        | Reti        | Pres   | Reti   |        |
| ---------------- | ---------------- | ---------------- | ---------- | ---------- | --------------- | --------------- | --------------- | ------------------ | ------------------ | ------------------ | ----------- | ----------- | ----------- | ------ | ------ | ------ |
| gen. 2020        | Liverpool        | PL               | 0          | 0          | FACup+CdL       | 1+0             | 0               | UCL                | -                  | -                  | -           | -           | -           | 1      | 0      |        |
| 2019-2020        | Stoccarda        | 2L               | 19         | 0          | CG              | 3               | 0               | -                  | -                  | -                  | -           | -           | -           | 22     | 0      |        |
| 2020-2021        | Liverpool        | PL               | 17         | 1          | FACup+CdL       | 0               | 0               | UCL                | 3                  | 0                  | CS          | -           | -           | 20     | 1      |        |
| 2021-gen. 2022   | Liverpool        | PL               | 0          | 0          | FACup+CdL       | 0+1             | 0               | UCL                | 2                  | 0                  | -           | -           | -           | 3      | 0      |        |
| feb.-giu. 2022   | Bournemouth      | FLC              | 17         | 0          | FACup+CdL       | 1+0             | 0               | -                  | -                  | -                  | -           | -           | -           | 18     | 0      |        |
| 2022-2023        | Liverpool        | PL               | 2          | 0          | FACup+CdL       | 1+2             | 0               | UCL                | 0                  | 0                  | CS          | -           | -           | 5      | 0      |        |
| Totale Liverpool | Totale Liverpool | Totale Liverpool | 19         | 1          |                 | 5               | 0               |                    | 5                  | 0                  |             | -           | -           | 29     | 1      |        |
| 2023-gen. 2024   | Celtic           | SP               | 6          | 0          | SC+SLC          | 0               | 0               | UCL                | 2                  | 0                  | -           | -           | -           | 8      | 0      |        |
| feb.-giu. 2024   | Cardiff City     | FLC              | 18         | 1          | FACup+CdL       | -               | -               | -                  | -                  | -                  | -           | -           | -           | 18     | 1      |        |
| 2024-2025        | Derby County     | FLC              | 22         | 0          | FACup+CdL       | 1+0             | 0               | -                  | -                  | -                  | -           | -           | -           | 23     | 0      |        |
| Totale carriera  | Totale carriera  | Totale carriera  | 101        | 2          |                 | 10              | 0               |                    | 7                  | 0                  |             | -           | -           | 118    | 2      |        |

## Palmarès
- Community Shield: 1

Liverpool: 2022